# エクセル伊勢佐木
エクセル伊勢佐木（エクセルいせざき）は、神奈川県横浜市中区伊勢佐木町にある日本中央競馬会（JRA）の場外勝馬投票券発売所である。館内の全席がエクセルフロア（有料指定席）のみとなっている。

## 施設概要
全7階建てで、1階のコンコース以外は全て有料指定席制の「エクセルフロア」となっており、入館には指定席券が必要で、発売窓口・払戻窓口もエクセルフロア内にあるため指定席券がない場合は勝馬投票券の購入・払戻ができない。なお指定席券は満席でなければ誰でも購入できる。当施設は開催日のみ営業しており、非開催日には閉鎖されている。
1階コンコースにはJRAの展示物が掲載されており、横浜銀行のATMが設置されている。また、イセザキモール前玄関には喫茶店PRONTOが併設されており、こちらのみ平日でも利用できる。
同じく、イセザキモール前玄関脇のショーウィンドウに、上映される映画作品のポスターが掲出されているが、当施設内に映画館はないので、注意が必要。当施設から、上映されている各映画館への案内地図が張り出されている。

### 歴史的建造物として
元々、このエクセル伊勢佐木は、かつての野沢屋呉服店の支店・松屋関内店として1931年（昭和6年）に建てられたもので、野沢屋がのちに松坂屋のフランチャイズである横浜松坂屋に引き継がれ、同店舗の西館となっていたものであり、近接する横浜松坂屋本館（1909年=明治42年完成）とともに、戦前から残る鉄骨製建築物として、2004年に横浜市から「横浜市歴史的建造物」の認定を受けた （その後、本館の建物は2010年に再開発を行うことによって解体となったため、認定を抹消された）。
横浜松坂屋の規模縮小により、西館のデパート機能を停止した2000年にJRAと賃貸借契約を結んで場外勝馬投票券発売所となった。この賃貸は1995年から計画されていたが、環境の悪化を懸念する地元との調整難航から実際に開業するまで時間を要している。後の2008年10月26日に横浜松坂屋が事業を終了したが、エクセル伊勢佐木はその後も賃貸契約の形で存続している。

### エクセルフロア
- 座席数 - 1500席
- 発売方法 - 全席当日発売。指定席券の発売は当日の8時40分頃から。2022年7月2日の開催日から全席インターネット予約発売になる予定。
- 指定席料金 - 500円（2 - ５階席）、1500円（６-7階席）

全館禁煙で、2F,5F,6F,7Fに喫煙コーナーが備えられている。

## 交通
最寄り駅はJR根岸線・横浜市営地下鉄の関内駅で、マリナード地下街を抜けて徒歩5分のところにある。
専用の駐車場・駐輪場は備えていないが、有料の駐車場は近隣に多数ある。

## 発売・払戻時間
- 発売

原則として9時20分から発売。前日発売は最終競走発走後30分まで。
- 払戻

開催日のみの営業で9時から17時まで。
非開催日の払戻は行われておらず、近隣のウインズ横浜へ誘導される。

## 発売レース
全レース100円単位で発売。